# Тандемшах
Тандемшах (на немски: Tandemschach), шведски шахмат (на руски: шведские шахматы), шах-лудница / луд шах (на английски: bughouse chess), блиц за четирима (на френски: blitz à quatre) и др. е разновидност на шахмата.
Участват 4-ма играчи, разделени на 2 отбора по 2 играчи, играещи с фигури с различни цветове на 2 съседни шахматни дъски. Взета фигура на едната дъска се предава на съотборника на другата дъска и може да бъде използвана като своя.
Обикновено се играе с кратък контрол на времето (с шахматен часовник). Бързите ходове и предаване на фигурите правят впечатление на незапознати с играта хора, откъдето е и наименованието на английски „лудница“ (bughouse).
Играта има много варианти и няма общоприети международни правила. Ползата от нея се оспорва от треньорите по шахмат; преобладаващото мнение е, че тя няма положителен ефект за начинаещите шахматисти.